# 传输结束字符
传输结束字符 (英：End-of-Transmission character，缩写：EOT) 是一个控制字符，用于表示传输的结束。
在ASCII与Unicode，该字符编码为U+0004 <control-0004> 。键盘输入方式为Ctrl+D，脱字符表示法为^D。Unicode提供字符U+2404 ␄ SYMBOL FOR END OF TRANSMISSION ，HTML：&#9220;，以供EOT的图形化显示时使用。此外，U+2301 ⌁ ELECTRIC ARROW也可用于图形化显示。在Unicode里，EOT被称为“symbol for End of Transmission”

## 在Unix
在Unix终端，用于标记文件结尾。
Unix中的EOT字符不同于DOS中的Control+Z。前者并不实际出现在文件中作为文件结尾；后者却是实际出现在文件中。